# Knema conica
Espèce
Statut de conservation UICN

 VU  : Vulnérable
Knema conica est une espèce de plantes du genre Knema, arbre de la famille des Myristicaceae.